# Route nationale 651
Die Route nationale 651, kurz N 651 oder RN 651, war eine französische Nationalstraße, die von 1933 bis 1973 zwischen Villenave-d’Ornon und Mont-de-Marsan verlief. Ihre Länge betrug 109 Kilometer. Die ursprüngliche Trasse nördlich von Mont-de-Marsan ist durch einen Militärflugplatz unterbrochen.